# Базіко
Базіко (італ. Basicò, сиц. Basicò) — муніципалітет в Італії, у регіоні Сицилія,  метрополійне місто Мессіна.
Базіко розташоване на відстані близько 480 км на південний схід від Рима, 150 км на схід від Палермо, 45 км на захід від Мессіни.
Населення — 625 осіб (2014).
Щорічний фестиваль відбувається 4 жовтня. Покровитель — San Francesco d'Assisi.

## Демографія
Населення за роками:

Станом на 1 січня 2023 року в муніципалітеті офіційно проживали 23 іноземці з 8 країн, серед них 5 громадян країн Євросоюзу.

## Сусідні муніципалітети
- Монтальбано-Елікона
- Трипі